# Cantonul Castelnau-Montratier
Cantonul Castelnau-Montratier este un canton din arondismentul Cahors, departamentul Lot, regiunea Midi-Pyrénées, Franța.

## Comune
- Castelnau-Montratier (reședință)
- Cézac
- Flaugnac
- Lhospitalet
- Pern
- Sainte-Alauzie
- Saint-Paul-de-Loubressac